# Celtic Woman: O Christmas Tree
O Christmas Tree es el décimo álbum de estudio del conjunto musical irlandés Celtic Woman, lanzado el 21 de octubre de 2014.
Las intérpretes del álbum en esta ocasión son Susan McFadden, Lisa Lambe, Méav Ní Mhaolchatha y la violinista Máiréad Nesbitt. Todos los temas presentes son nuevas versiones, y el álbum en sí, se convierte en la cuarta producción navideña oficial del grupo junto con A Christmas Celebration, Home For Christmas y Silent Night. Solo en el DVD Home For Christmas: Live From Dublin se muestran las interpretaciones y performances de todas las canciones de O Christmas Tree.

## Lista de temas
| O Christmas Tree |                                               |                                          |          |  |
| N.º              | Título                                        | Intérpretes                              | Duración |  |
| 1.               | «O Tannenbaum»                                | McFadden, Lambe, Ní Mhaolchatha, Nesbitt |          |  |
| 2.               | «It's Beginning To Look A Lot Like Christmas» | McFadden, Lambe, Ní Mhaolchatha          |          |  |
| 3.               | «The Light Of Christmas Morn»                 | Lambe, Ní Mhaolchatha                    |          |  |
| 4.               | «It Came Upon A Midnight Clear»               | Susan McFadden                           |          |  |
| 5.               | «Away In A Manger»                            | Lisa Lambe                               |          |  |
| 6.               | «In The Bleak Midwinter»                      | Méav Ní Mhaolchatha                      |          |  |